# شمس‌آباد (گناباد)
شمس آباد نام یک آبادی در شهرستان گناباد و در ۱۰ کیلومتری مرکز شهرستان که سابقاً فقط چند نفری جمعیت داشت ولی از سالهای ۱۳۵۰ به علت بندشدن قنات آن بکلی متروک شده است.